# 冯尔康
冯尔康（1934年—），男，江苏仪征人，中国历史学家，南开大学历史学院教授，博士生导师，曾任中国社会史学会会长，国家清史编纂委员会委员。

## 著作
- 《雍正传》[3][4]
- 《清史史料學》
- 《中國古代宗族與伺堂》